# Strater Hotel
El Hotel Strater, en Durango, Colorado, fue construido en 1887.
Está incluido en el Registro Nacional de Lugares Históricos como un edificio que contribuye en el Distrito Histórico de la Avenida Principal de Durango. 
Ha sido miembro fundador del Registro Nacional de Hoteles Históricos de América desde 1989.